# Белхарой
Белхаро́й, Белхаро́евы (ингуш. Белхарой) — ингушский тайп, относится к историческому обществу Орстхой. Проживают в основном в Ингушетии.

## История
По преданию тайп ведёт своё происхождение от Белхара сына Гана, а матерью Белхара была мелхистинка. Согласно этому же преданию родным братом Белхара был Булгуч, от которого произошли Булгучевы.
Родовое село (в настоящее время — развалины) Белхарой, было расположено на правом берегу реки Фаэтонка, левый приток реки Фортанга, у подножия горного хребта Амитинский.